# Beifels
Beifels ist eine Wüstung und ein Ortsteil der Ortsgemeinde Oberweiler im Eifelkreis Bitburg-Prüm in Rheinland-Pfalz. Vor der Eingemeindung 1967 war Beifels die kleinste Gemeinde Deutschlands.

## Geographische Lage
Beifels liegt rund 2 km westlich von Oberweiler in einem Tal, direkt an der Prüm. Die Wüstung ist von einem umfangreichen Waldbestand umgeben und nur noch schwer zu erreichen.

## Beschreibung

### Dorf und Hof Beifels
In einem Bruderschaftsverzeichnis aus dem Jahr 1382 werden 38 Familien genannt, die in Beifels ansässig waren. Definiert wird diese Zahl für einen Zeitraum von rund 80 Jahren. Das Dorf Beifels war um den deutlich älteren Hof Beifels entstanden. Dieser wurde im hohen Mittelalter erbaut.

### Burg Beifels
Ca. 70 m oberhalb der Wüstung Beifels am Prümbogen auf einem kleinen Felsplateau im Walddistrikt „Im Burgberg“ befand sich zudem eine kleine Spornburg. Sie wurde 1291 erbaut und zum Ende des 16. Jahrhunderts zerstört und verlassen. Die Burg gehörte dem Geschlecht von Beifels, das aus Bivels bei Vianden stammte. Erhalten sind heute nur noch Reste der Grundmauern: Länge ca. 6–9 m, Höhe ca. 0,60 m.

## Brandkatastrophe und Auflösung
Im Jahre 1962 kam es zu einem Großbrand des Hofes Beifels. Da die letzten vier Bewohner des Ortes zu diesem Zeitpunkt nicht anwesend waren, wurde der Brand zu spät entdeckt und das Gebäude vollständig zerstört. Dem Brand fielen zudem zahlreiche Tiere zum Opfer. Ein Wiederaufbau des Hofes erfolgte nicht.
Am 4. April 1967 wurde die Gemeinde daraufhin offiziell aufgelöst und der Ort gilt seitdem als Wüstung. Bis zu diesem Datum war Beifels die kleinste Gemeinde Deutschlands.

## Heutige Situation
Seit dem Großbrand 1962 ist der Ort verlassen und von den Gebäuden sind nur noch Ruinen erhalten. Aus Sicherheitsgründen entschloss man sich dazu, die letzten Mauern abzubrechen. Heute sind noch einige Trockenmauern und Steinwälle zu erkennen. Auch einige Stufen zu einem ehemaligen Keller sind noch erhalten. Um die Wüstung zu besichtigen, sind jedoch genaue Ortskenntnisse erforderlich, da jegliche Infrastruktur fehlt. Ein wenig ausgebauter Wirtschaftsweg führt von Oberweiler aus bis in die Nähe der Wüstung.

## Medien
Als ehemals kleinste Gemeinde Deutschlands und heute als Wüstung gelangte Beifels zu großem medialen Interesse. Es erfolgten bereits mehrere Besuche der Wüstung durch Journalisten, bei denen auch einige Videos gedreht wurden.